# Myrmeleon brevipennis
Myrmeleon brevipennis là một loài côn trùng trong họ Myrmeleontidae thuộc bộ Neuroptera. Loài này được Charpentier miêu tả năm 1843.